# Seznam kotlin na Slovensku
Seznam kotlin na Slovensku obsahuje abecedně uspořádáné kotliny buď jako geomorfologické celky, nebo jako podcelky, případně části příslušných geomorfologických celků.
- Banská kotlina (část, Slanské vrchy )
- Baštianska kotlina (část, Cerová vrchovina )
- Belianska kotlina (část, Strážovské vrchy )
- Breznianska kotlina (podcelek, Horehronské podolie )
- Bytčianska kotlina (podcelek, Považské podolie )
- Čičmianska kotlina (část, Strážovské vrchy )
- Detvianska kotlina (podcelek, Zvolenská kotlina )
- Dobrovodská kotlina (část, Malé Karpaty )
- Domanižská kotlina (podcelek, Žilinská kotlina )
- Handlovská kotlina (podcelek, Hornonitrianska kotlina )
- Hornádská kotlina (celek)
- Hornonitrianska kotlina (celek)
- Hostická kotlina (část, Cerová vrchovina )
- Ilavská kotlina (podcelek, Považské podolí )
- Ipeľská kotlina (podcelek, Juhoslovenská kotlina )
- Juhoslovenská kotlina (celek)
- Kluknavská kotlina (část, Hornádská kotlina )
- Kostolianska kotlina (část, Tribeč )
- Košická kotlina (celek)
- Krasňanská kotlina (podcelek, Kysucká vrchovina )
- Kšinianska kotlina (část, Strážovské vrchy )
- Kysucká kotlina (část, Javorníky )
- Levočská kotlina (část, hornádská kotlina )
- Liptovská kotlina (podcelek, Podtatranská kotlina )
- Lopejská kotlina (podcelek, Horehronské podolie )
- Lošonská kotlina (část, Malé Karpaty )
- Lučenská kotlina (podsestava, Juhoslovenská kotlina )
- Lúčinská kotlina (část, Slanské vrchy )
- Lúžňanská kotlina (část, Nízké Tatry )
- Ľubovnianska kotlina (podcelek, Spišskošarišské medzihorie )
- Novobanská kotlina (část, Vtáčnik )
- Novoveská kotlina (část, Hornádská kotlina )
- Ohradzianska kotlina (podcelek, Ondavská vrchovina )
- Oravská kotlina (celek)
- Oslianska kotlina (podcelek, Městská kotlina )
- Ostrogrúnska kotlina (část, Vtáčnik )
- Pliešovská kotlina (celek)
- Podhradská kotlina (podsestava, hornádská kotlina )
- Podtatranská kotlina (celek)
- Popradská kotlina (podcelek, Podtatranská kotlina )
- Prenčovská kotlina (část, Štiavnické vrchy )
- Prievidzská kotlina (podcelek, Hornonitrianská kotlina )
- Prochotská kotlina (část, Vtáčnik )
- Rajecká dolina (podcelek, Žilinská kotlina )
- Rimavská kotlina (podcelek, Juhoslovenská kotlina )
- Rožňavská kotlina (celek)
- Rudnianska kotlina (podcelek, Hornonitrianská kotlina )
- Runinská kotlina (část, Bukovské vrchy )
- Ruská kotlina (část, Bukovské vrchy )
- Sedlická kotlina (část, Bukovské vrchy )
- Selecká kotlina (část, Považský Inovec )
- Slatinská kotlina (podcelek, Zvolenská kotlina )
- Sliačska kotlina (podcelek, Zvolenská kotlina )
- Staroveská kotlina (část, Spišská Magura )
- Súčanská kotlina (část, Bílé Karpaty )
- Súľovská kotlina (část, Súľovské vrchy )
- Štefanovská kotlina (část, Malá Fatra )
- Teplická kotlina (část, Nízké Tatry )
- Trenčianska kotlina (podcelek, Považské podolí )
- Turčianska kotlina (celek)
- Turnianská kotlina (podcelek, Slovenský kras )
- Uličská kotlina (část, Bukovské vrchy )
- Veličnianska kotlina (podcelek, Oravská vrchovina )
- Vlašská kotlina (část, hornádská kotlina )
- Vrícka kotlina (část, Malá Fatra )
- Zborovská kotlina (podcelek, Ondavská Vrchovina )
- Zlatobanská kotlina (část, Slanské vrchy )
- Zliechovská kotlina (část, Strážovské vrchy )
- Zvolenská kotlina (celek)
- Žiarska kotlina (celek)
- Žilinská kotlina (celek)